# Rio Dolina (Brăeşti)
O Rio Dolina (Brăeşti) é um rio da Romênia, afluente do Sitna, localizado no distrito de Botoşani.